# Таргетированная реклама
Таргетированная реклама (целевая, или выборочная реклама; англ. targeted advertising) — это способ онлайн-рекламы, в котором используются методы и настройки поиска целевой аудитории в соответствии с заданными параметрами (характеристиками и интересами) людей, которые могут интересоваться рекламируемым товаром или услугой. Такая реклама показывается только выбранной (целевой) аудитории, что позволяет более эффективно использовать рекламный бюджет.

## Таргетинг
Существует механизм выборки — таргетинг, с набором определённых параметров, который используется для настройки таргетированной рекламы.
Выделяют такие параметры настроек:
- демографические (ориентированные на национальность, экономический статус, пол, возраст, уровень образования, уровень дохода и занятость);
- психографические (основанные на ценностях потребителя, его личности, отношениях, мнении, образе жизни и интересах)[3];
- ориентированные на поведенческие характеристики (отражаются в истории браузера, истории покупок и других недавних действиях пользователя на сайте);
- временной (в соответствии с часами или днями недели, в которые продажа товара или услуг возможна, например, актуально для общепита);
- географический (распространяется для людей, находящихся в определённый промежуток времени в определённом районе или проживающим в конкретной местности)[4].

Однако недостаточная выборка или относительно широкие настройки могут охватывать часть пользователей с похожими характеристиками, но не заинтересованными в рекламируемом товаре или услуге. В этой связи данный вид рекламы требует тестового периода настройки кампании, глубокого анализа полученных результатов и последующей работы с настройками.
Также отдельно можно выделить модель автоматического таргетинга по похожей аудитории (look-alike), которая использует данные о поведении пользователей внутри социальных сетей.

## Виды таргетированной рекламы
Существуют различные виды таргетированной рекламы, каждый из которых позволяет таргетологам найти в Интернете необходимую аудиторию в соответствии с задачами рекламной кампании. Каждый вид таргетированной рекламы — это развивающийся и постоянно дорабатываемый процесс, основанный на поиске аудитории по заданным критериям и параметрам и на демонстрации ей рекламного объявления. Таргетированная реклама доступна для запуска во многих социальных сетях, однако самый большой объём закупки рекламных объявлений в Рунете во Вконтакте.
Виды таргетированной рекламы:
1. Таргетированная реклама ВКонтакте, Facebook, Instagram и др. социальных сетях;
2. Мобильный таргетинг ВКонтакте, Facebook, Instagram и др. социальных сетях;
3. Контентно таргетированная реклама;
4. Таргетированная реклама в режиме реального времени (RTB)[8];
5. Контекстно-медийная сеть (КМС) Google[9];
6. Рекламная сеть «Яндекса» (РСЯ)[10].

Таргетированная реклама в социальных сетях
Данный вид рекламы настраивается в рекламных кабинетах и демонстрирует рекламные объявления (текстовые, графические и текстово-графические блоки) пользователям, которые просматривают страницы социальных сетей.
Реклама для Facebook, Instagram, Messenger, Audience Network настраивается в рекламном кабинете Facebook Ads Manager.
Реклама ВКонтакте настраивается в рекламном кабинете пользователя vk.com, возможные форматы: «реклама в ленте новостей» (нативная реклама) или «текстово-графические блоки» (ТГБ).
Таргетированная реклама в социальной сети Одноклассники настраивается в рекламном кабинете MyTarget (рекламная платформа Mail.Ru Group).
Мобильный таргетинг
С начала 2000-х годов реклама стала распространяться в Интернете, а в последнее время — в мобильных условиях. Мобильная таргетированная реклама позволяет передавать больше информации о потребителе, включая его местонахождение и время. Мобильная реклама является перспективным и активно развивающимся направлением таргетированной рекламы, так как к 2020 году мобильный трафик вырастет в 8 раз по сравнению с 2015 годом, также на долю видео-просмотров будет приходиться 75 % мобильного трафика данных.
Контентный таргетинг
Один из наиболее простых с точки зрения аналитики метод таргетинга — контентный. Этот вид рекламы, в котором размещают рекламу в определённом месте, основываясь на относительном содержании самой страницы, которое будет интересно целевой аудитории ресурса.
Другое название контентного таргетинга — это контентно-ориентированная реклама. Она может размещаться на различных онлайн-площадках, например, в статье о покупке домов будет объявление о страховке, связанное с контекстом. Обычно это достигается с помощью системы соответствия объявлений, анализа биг даты, реализация объявлений через всплывающие окна.
Рекламная кампания с таргетингом на контент включает механизм обратной связи с пользователем (например, кнопка выбора, конверсии).

Таргетинг в режиме реального времени (RTB)
RTB — технология продажи и покупки показов рекламы в Интернете на основе автоматизированного аукциона, позволяющая рекламодателю размещать рекламу не на конкретной площадке, а демонстрировать её на разных площадках только специально отобранной по таргетингу аудитории. Необходимая рекламодателю аудитория увидит рекламное объявление в случае, если рекламодатель или таргетолог выберет ставку с наибольшей стоимостью в режиме реального времени по принципу аукциона.
Технология RTB помогает как рекламодателям провести рекламную кампанию с максимальными результатами, так и онлайн-площадкам, не имеющим громкого бренда, но обладающим качественной аудиторией, получить прибыль.
КМС Google
Контекстно-медийная сеть Google Display Network (КМС) позволяет обращаться к потенциальным клиентам, когда они просматривают любимые сайты или видео на YouTube, проверяют почту в Gmail или используют мобильные сайты и приложения. Данный вид рекламы представляет собой адаптивные медийные объявления и предполагает размещение на тысячах поисковых страницах Google и остальных ресурсов, относящихся к Google. В базе сети около 2 миллионов сайтов, а также YouTube, Gmail, Google Play и др.. КМС предоставляет возможность загрузки и размещения графических объявлений в различных размерах и в формате HTML5. Реклама работает по принципу оплаты за клик (CPC).
РСЯ
Рекламная сеть Яндекса (РСЯ) — это система размещения рекламы на сайтах, в мобильных приложениях, приложениях Smart TV и в видео, а также в социальных сетях. Сайты, которые входят в РСЯ, должны соответствовать ряду требований и правил. Реклама в сети Яндекс направлена исключительно на показ объявления тому сегменту пользователей, для которого она актуальна. Данный вид рекламы может быть настроен как с помощью автоматических ставок, так и при ручной настройке стоимости клика (CPC).

## Ретаргетинг
Ретаргетинг — один из инструментов интернет-маркетинга, который нацелен на показ рекламных объявлений повторно той же аудитории, другими словами, реклама будет показана тем пользователям, которые уже проявляли интерес к данному товару или услуге. Рекламодатели используют поведенческий ретаргетинг для показа объявлений, которые следуют за пользователями после того, как пользователи просмотрели или приобрели определённый товар, просмотрели его в карточке товара или положили в корзину, но не совершили покупку. Преимущество ретаргетинга — возможность обеспечить дополнительные продажи или кросс-продажи. Рекламные объявления ретаргетинга по CPC (цене за клик) стоят дешевле таргетинга. Однако для настройки ретаргетинга требуется время и определённое количество трафика, полученное органическим способом или за счет рекламы.

## Эффективность
Таргетинговая реклама применяет довольно широкие возможности по сравнению с другими видами рекламы. Во многом эффективность таргетинговой рекламы объясняется многочисленностью пользователей, которые предоставляют о себе достаточно достоверную информацию в социальных сетях, а также дают возможность использовать данные об их покупках и некоторых других действиях в интернете.
«Магнит» отчитался о сокращении расходов на рекламу за счет эффективных промокампаний. Расходы на рекламу в период с января по июнь сократились на 0,2 % за счет использования более эффективных тактик в промокампаниях. В 2019 году «Магнит» запустил первую в России открытую платформу по управлению цифровой рекламой. Платформа позволяет детально конструировать целевой «портрет» клиента и максимально точно таргетировать цифровую рекламу, а также замерять её эффективность, исходя из покупок клиентов. Решение «Магнита» дает возможность заметно повысить результативность маркетинга и рекламы FMCG-брендов. Открытая платформа по управлению цифровым маркетингом создана сетью «Магнит» в партнерстве с Aggregion при технологической поддержке Microsoft и участии крупнейших российских медийных агентств. Решение представляет собой распределенную платформу (DMP), которая в режиме self-service предоставляет маркетологам доступ к обезличенным структурированным данным аудиторий розничной сети и партнеров платформы. Пользователи могут формировать сегменты клиентов по более чем 100 поведенческим атрибутам и нескольким тысячам категориям товаров, а также выгружать аудитории напрямую в популярные рекламные площадки (Mail.ru, Яндекс, Facebook, GPMD и другие).
Проект компании Intel® SGX: Конфиденциальные вычисления для современного цифрового маркетинга. В большом интервью обсуждаются вопросы персональных данных, как данные используются в компаниях, ценность самого сотрудничества по данным и технологическая готовность к безопасному развертыванию децентрализованного протокола Aggregion. Высшее руководство из разных индустрий — Альфа-Груп, Билайн, Магнит, Mail.ru Group и Microsoft — подтверждают ценность совместной работы с данными для задач маркетинга, а также технологическую готовность к безопасному развертыванию протокола, открывающему новые возможности для бизнеса, не нарушая конфиденциальности клиентов.

## Влияние таргетированной рекламы
Влияние рекламы на общество и тех, на кого она нацелена, определяется тем, ставит ли реклама под угрозу возможность свободного выбора. Если посмотреть с обратной стороны, в контексте высокой конкуренции благодаря рекламе у потребителя есть выбор: что принять, а от чего отказаться, и современные люди обладают знаниями и необходимыми навыками, чтобы решить, следует ли реагировать на такую рекламу.

## Преимущества
Таргетированная реклама имеет много преимуществ как для потребителей, так и для рекламодателей:
- Для потребителей

Таргетированная реклама приносит пользу потребителям, потому что рекламодатели могут эффективно привлекать потребителей, используя их привычки к покупкам и просмотру страниц, что позволяет рекламе быть более наглядной и полезной для клиентов. Наличие рекламы, которая отвечает интересам потребителей, позволяет получать сообщение напрямую через эффективные настройки. Пример того, как ТГБ полезна для потребителей, когда пользователь видит подобные строящиеся объекты в той же ценовой стоимости и локации, как он искал ранее в интернете и по-прежнему заинтересован в покупке, например.
- Для рекламодателей

Рекламодатели получают выгоду от данной рекламы, снижая затраты на ресурсы и создавая более эффективную рекламу, привлекая потребителей с сильным интересом к этим продуктам / услугам. Таргетированная реклама позволяет рекламодателям снижать стоимость рекламы, сводя к минимуму рекламу для не заинтересованных потребителей. Данная реклама привлекает внимание целевых потребителей, что приводит к более высокой окупаемости инвестиций для компании.
Преимущество таргетированной рекламы перед другими видами рекламы:
1. Низкий порог входа (можно запустить кампанию с небольшими вложениями);
2. Показ объявления именно целевой аудитории;
3. Скорость (запуск рекламы возможен в течение часа);
4. Постоянство результата (нет необходимости обновлять настройки, можно только корректировать);
5. Масштабируемость (можно использовать ретаргетинг, look-alike, увеличивать бюджет и расширять аудиторию);
6. Четкий измеримый результат (все данные о рекламных кампаниях качественно предоставляются в личных рекламных кабинетах, выгружаются в удобных форматах)[4].

## Недостатки
- Для потребителей

Таргетированная реклама касается вопросов конфиденциальности. Она настраивается путем анализа действий потребителей с помощью онлайн-сервисов, таких как файлы cookie и сбор данных, которые могут рассматриваться как наносящие ущерб конфиденциальности потребителей. Таргетированная реклама направлена на повышение релевантности рекламных показов потенциальным покупателям, обеспечивая выполнение рекламных кампаний на этапах процесса принятия решения о покупке. Это потенциально ограничивает осведомленность потребителя об альтернативе выбора.
- Для рекламодателей

Таргетинг — это не процесс, осуществляемый в одночасье, для анализа поведения пользователей требуются время и усилия. Это приводит к большим затратам, чем традиционные рекламные процессы. Поскольку целевая реклама считается более эффективной, это не всегда является недостатком, но в некоторых случаях рекламодатели не получают ожидаемую прибыль. Целевая реклама имеет ограниченную досягаемость для потребителей, рекламодатели не всегда осознают, что потребители изменяют свое мнение и покупки, что больше не будет означать, что реклама им очевидна. Другим недостатком является то, что при использовании файлов cookie для отслеживания активности, рекламодатели не могут определить, используют ли один или несколько потребителей один и тот же компьютер. Это очевидно в семейных домах, где несколько людей из разных возрастных групп используют одно устройство.

## Дискуссии о таргетированной рекламе
Таргетированная реклама вызвала противоречия, особенно в отношении прав человека и политики конфиденциальности. Благодаря поведенческому таргетингу, сфокусированному на конкретных действиях пользователя, таких как история посещений сайта и поведение пользователя, у людей появляется обеспокоенность тем, что вся их онлайн-активность отслеживается. Главным спорным вопросом является вопрос о конфиденциальности персональных данных.
Ещё одной проблемой таргетированной рекламы является отсутствие «новой» рекламы товаров или услуг. Поскольку все объявления составлены с учётом предпочтений пользователя, потребителю не будут представлены различные продукты. Рекламодатели щепетильно относятся к маркетинговым бюджетам, ориентируясь на потребителя, они настраивают рекламу точно, чтобы она могла быть максимально эффективной.
Потребители могут испытывать беспокойство по поводу рекламы, ориентированной на них и их интересы, так как некоторые объявления личного характера и реклама могут вызывать дискомфорт.

## Актуальность
Традиционные формы рекламы, включая билборды, печатные СМИ, радио и ТВ постепенно заменяется онлайн-рекламой. За последние годы пространство информационных и коммуникационных технологий (ИКТ) изменилось, в результате чего целевая реклама охватила все технологии ИКТ, такие как Интернет, IP-ТВ и мобильную среду. В рекламе следующего поколения важность таргета будет радикально возрастать, так как он слажено распространяется по многочисленным сетевым каналам.
С появлением новых онлайн-каналов потребность в таргетированной рекламе возрастает, потому что компании стремятся свести к минимуму расходы с помощью новых информационных технологий.